# Соловьёв, Сергей Петрович (учёный)
Серге́й Петро́вич Соловьёв (18 сентября 1932 года, д. Малинки Загорского района Московской области — 13 июня 2000 года) — советский учёный. Исследователь в области экспериментальной физики, физики твёрдого тела, физики полупроводников и диэлектриков, организатор науки. Доктор физико-математических наук, профессор.

## Биография
В 1951—1957 гг. учеба в МИФИ. В 1957—1960 гг. работа в Научно-исследовательском институте им. Л. Я. Карпова. В 1960—1982 гг. работал в Обнинском филиале НИФХИ им. Л. Я. Карпова. В 1972—1982 гг. директор Обнинского филиала НИФХИ им. Л. Я. Карпова. В 1994—1998 гг. возглавлял кафедру материаловедения Обнинского института ядерной энергетики (ныне ОИАТЭ НИЯУ МИФИ).